# Moçambikiska inbördeskriget
Moçambikiska inbördeskriget började 1977, två år efter självständighetskriget avslutades. Det styrande partiet, FRELIMO, motsatte sig våldsamt det från 1977 rhodesiska- och (senare) sydafrikanska finansierade motståndsrörelsen RENAMO. Över 900 000 dog i striderna och av svält, fem miljoner civila var på flykt, många amputerade av minor, ett arv från kriget som fortsatte att plåga Moçambique. Striderna avslutades 1992 och landets första flerpartival hölls 1994.